# Graduate Series
Graduate Series är ett travlopp, öppet för 4-åriga amerikanskfödda hästar. Loppet kördes för första gången 2015. Loppet är ett sprinterlopp över 1609 meter med autostart som körs på Meadowlands Racetrack i East Rutherford i New Jersey i USA, med försök och final. Loppets första pris är 125 000 USD.

## Vinnare
| År   | Häst            | Land | Tid    | Far           | Kusk            | Tränare            |
| ---- | --------------- | ---- | ------ | ------------- | --------------- | ------------------ |
| 2023 | Jiggy Jog       | USA  | 1:50.3 | Walner        | Åke Svanstedt   | Åke Svanstedt      |
| 2022 | Rattle My Cage  | USA  | 1:51.0 | Love You      | Yannick Gingras | Åke Svanstedt      |
| 2021 | Ready For Moni  | USA  | 1:50.3 | Ready Cash    | Tim Tetrick     | Nancy Takter       |
| 2020 | Gimpanzee       | USA  | 1:50.4 | Chapter Seven | Brian Sears     | Marcus Melander    |
| 2019 | Atlanta         | USA  | 1:49.1 | Chapter Seven | Yannick Gingras | Ron Burke          |
| 2018 | Ariana G        | USA  | 1:50.2 | Muscle Hill   | Yannick Gingras | Jimmy Takter       |
| 2017 | Marion Marauder | USA  | 1:51.4 | Muscle Hill   | Scott Zeron     | Paula Wellwood     |
| 2016 | Musical Rhythm  | USA  | 1:51.2 | Cantab Hall   | John Campbell   | Benoit Baillargeon |
| 2015 | JL Cruze        | USA  | 1:49.4 | Crazed        | John Campbell   | Eric Eli           |